# St. Phillip
St. Phillip es una localidad de Santa Lucía que forma parte del distrito de Soufrière.